# Wohlriechendes Grimaldimoos
Das Wohlriechende Grimaldimoos (Mannia fragrans, Synonym Grimaldia fragrans) ist eine Lebermoos-Art aus der Familie Aytoniaceae.

## Merkmale
Die Art bildet mit ihren bandförmigen Thalli lockere bis dichte und oft ausgedehnte Bestände. Frische oder aufgeweichte Pflanzen riechen aromatisch nach Zedernöl. Der dunkel graugrüne glänzende Thallus ist 2 bis 3 Millimeter breit, 1 bis 2 Zentimeter lang und gabelig geteilt. Die vorderen Enden sind etwas verbreitert. Die Thallusoberseite erscheint durch die vielen kleinen Atemöffnungen punktiert. Diese sind vulkanartig emporgehoben und bestehen aus zwei bis drei konzentrischen Ringen, jeder Ring aus sechs bis sieben Zellen. Die Thallusränder sind aufgebogen, bei trockenen Pflanzen nach oben eingerollt. Im Querschnitt ist der Thallus dreieckig bis halbmondförmig, wobei das Assimilationsgewebe mit den hohen und schmalen Atemhöhlen etwa das obere Drittel bis zur Hälfte der Thallusdicke einnimmt. Die Thallusunterseite (ventral) ist rotbraun bis purpurrot und weist zweireihig angeordnete Ventralschuppen auf. An der Spitze der weiblichen Sprosse bilden die hyalinen Anhängsel der Ventralschuppen auffallende weiße Büschel.
Die Geschlechterverteilung ist diözisch. Die scheibenförmigen Antheridienstände sitzen an der Spitze von männlichen Thalli. Die Träger der Archegonienstände entspringen den weiblichen Thallusspitzen und sind 1 bis 2 Zentimeter hoch. Das stark gewölbte Köpfchen (Carpocephalum) enthält 3 bis 4 Sporenkapseln. Reife Sporen sind 55 bis 80 Mikrometer groß, gelbbraun, papillös, gefeldert sowie breit und unregelmäßig gesäumt.

## Standortansprüche
Das Moos wächst von der kollinen bis zur montanen Höhenstufe an trocken-warmen, sonnigen Standorten in lückigen Trockenrasen und Felsfluren auf basenreicher, kalkarmer oder kalkreicher, flachgründiger Erde. Die Wuchsorte sind meist südexponiert.

## Verbreitung
In Deutschland, Österreich und der Schweiz kommt die Art in wärmebegünstigten Gebieten meist selten bis zerstreut vor.
In Europa befinden sich die Vorkommen im mittleren und östlichen, subkontinental geprägten Teil. Die Nordgrenze verläuft in Südnorwegen, Mittelschweden und Südfinnland, die Westgrenze in Westdeutschland, dem östlichen Frankreich und Spanien, gegen Süden gibt es vereinzelte Funde im Mittelmeergebiet.
Außerhalb von Europa gibt es Vorkommen im Kaukasus, im Himalaya, in China, auf Grönland und in Nordamerika.